# 北吉原駅

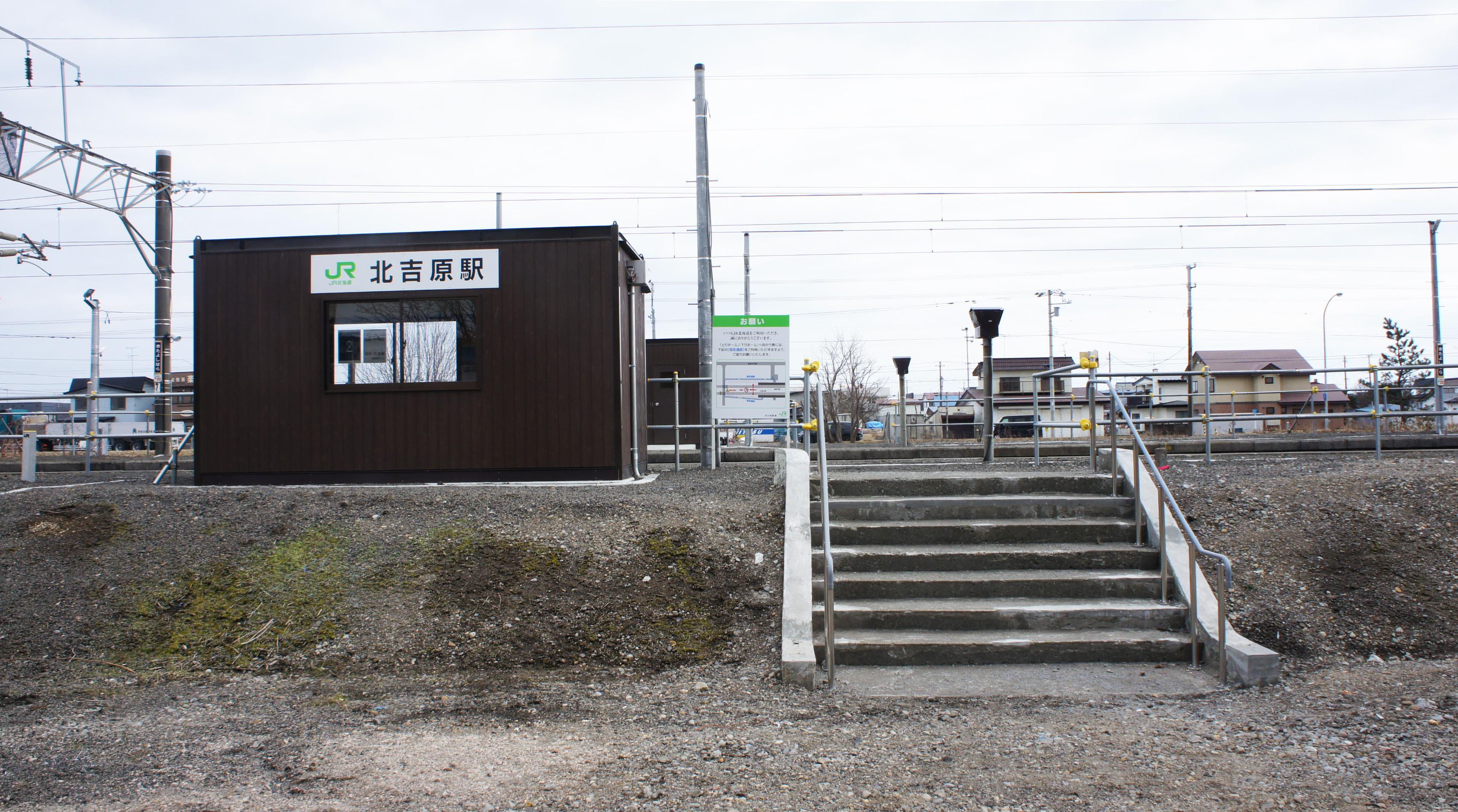
北口（2021年3月）

北吉原駅（きたよしはらえき）は、北海道白老郡白老町北吉原にある北海道旅客鉄道（JR北海道）室蘭本線の駅である。駅番号はH25。事務管理コードは▲130341。
1970年代の一時期、当駅は、登別 - 苫小牧間で当駅だけを通過する普通列車が存在する一方で、急行「ちとせ」の一部が停車するという、特異な駅であった。

## 歴史

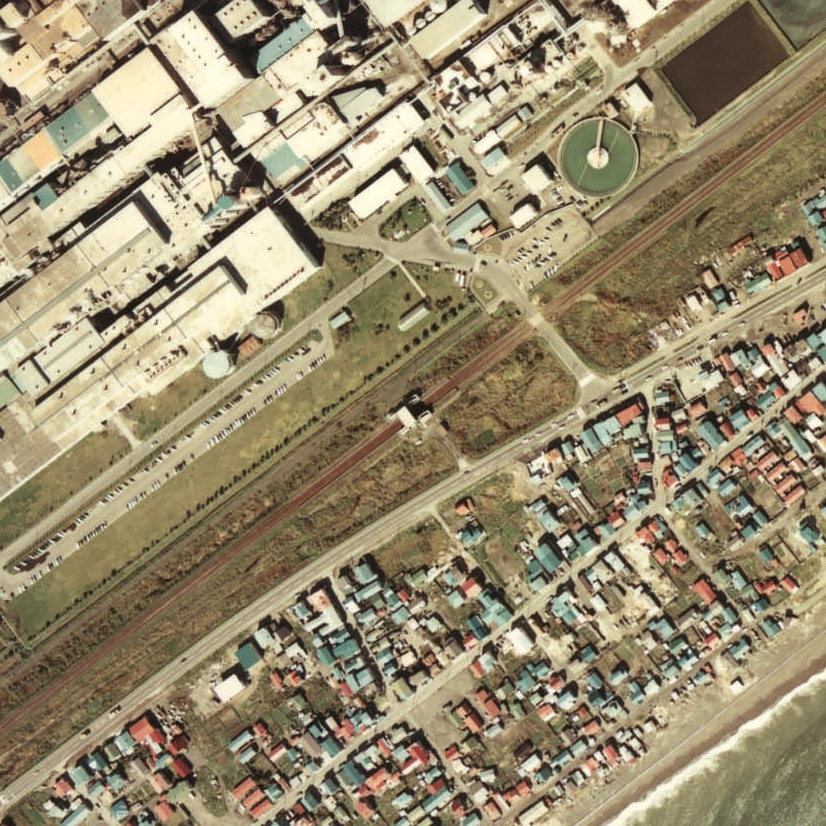
1976年の北吉原駅と周囲約500m範囲。左下が東室蘭方面。

大昭和製紙白老工場（1960年（昭和35年）操業開始、現：日本製紙北海道工場白老事業所）のために、大昭和製紙による建設費全額負担の下つくられた。

### 年表
- 1965年（昭和40年）11月1日：日本国有鉄道の駅として開業[1][5]。旅客のみ取扱い[1]。
- 1980年（昭和55年）5月15日：駅員無配置駅となる[6]（簡易委託駅化）。
- 1987年（昭和62年）4月1日：国鉄分割民営化によりJR北海道に継承[1]。
- 2003年（平成15年）4月1日：簡易委託廃止。
- 2019年（令和元年）：駅舎老朽化のため橋上駅を2019年9月ごろから解体し、地上駅舎へ変更される。

### 駅名の由来
大昭和製紙から「北吉原」とするよう申し出があり、名づけられた。その創業地（本社所在地）である静岡県吉原市（現：富士市）に因む。ただし、読みは静岡県吉原は「よしわら」とよむが、当駅のよみは「きたよしはら」である。

## 駅構造
相対式ホーム2面2線の地上駅。苫小牧駅管理の無人駅である。互いのホームは、駅近くの指定通路および踏切を通じて連絡する。
かつては橋上駅舎があったが、老朽化のため2019年9月ごろから解体し、地上駅舎へ変更された。

### のりば
| 番線 | 路線      | 方向 | 行先             |
| ---- | --------- | ---- | ---------------- |
| 1    | ■室蘭本線 | 上り | 東室蘭・室蘭方面 |
| 2    | ■室蘭本線 | 下り | 苫小牧・札幌方面 |

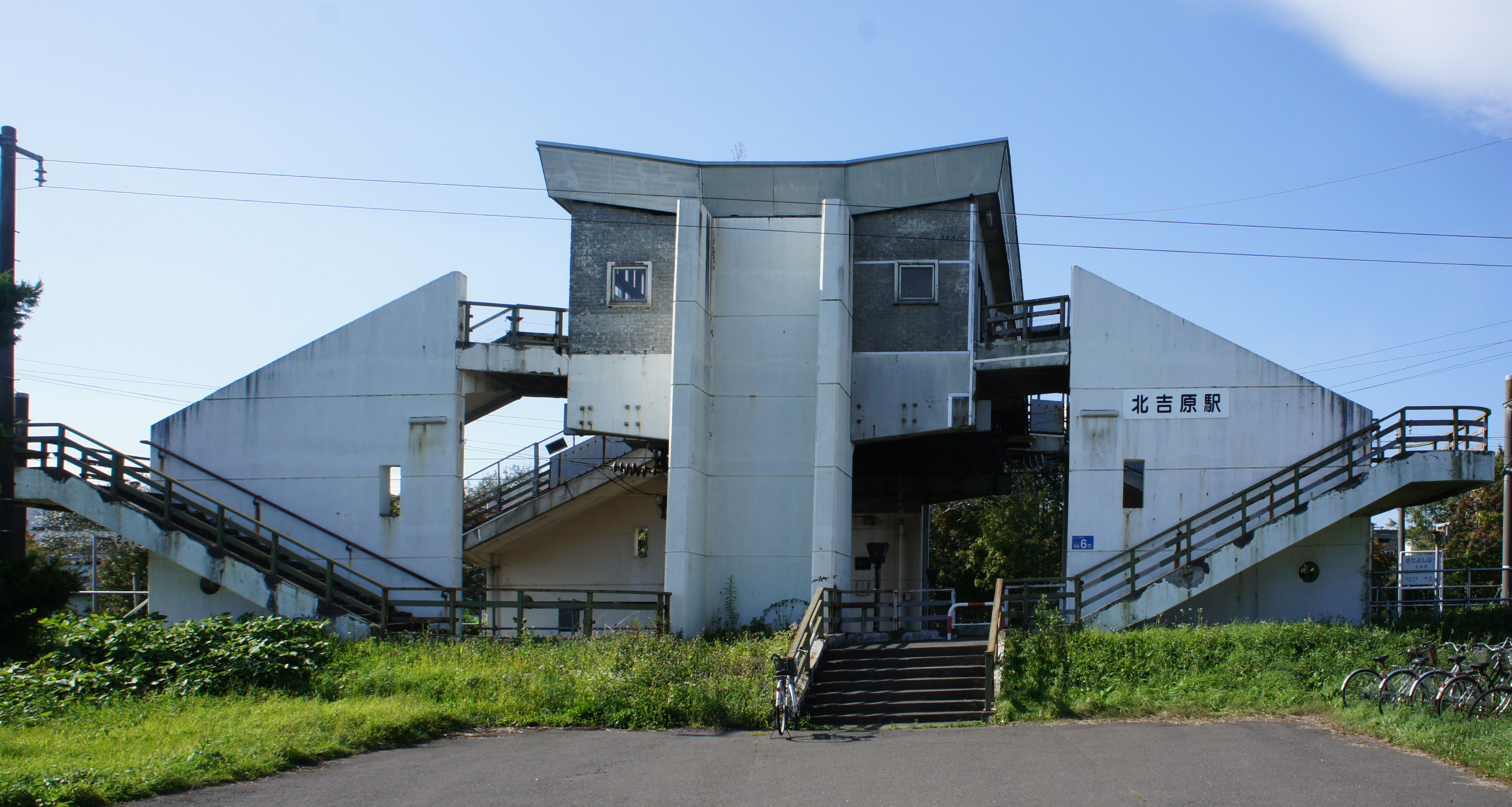
解体工事前の橋上駅舎（2017年9月）
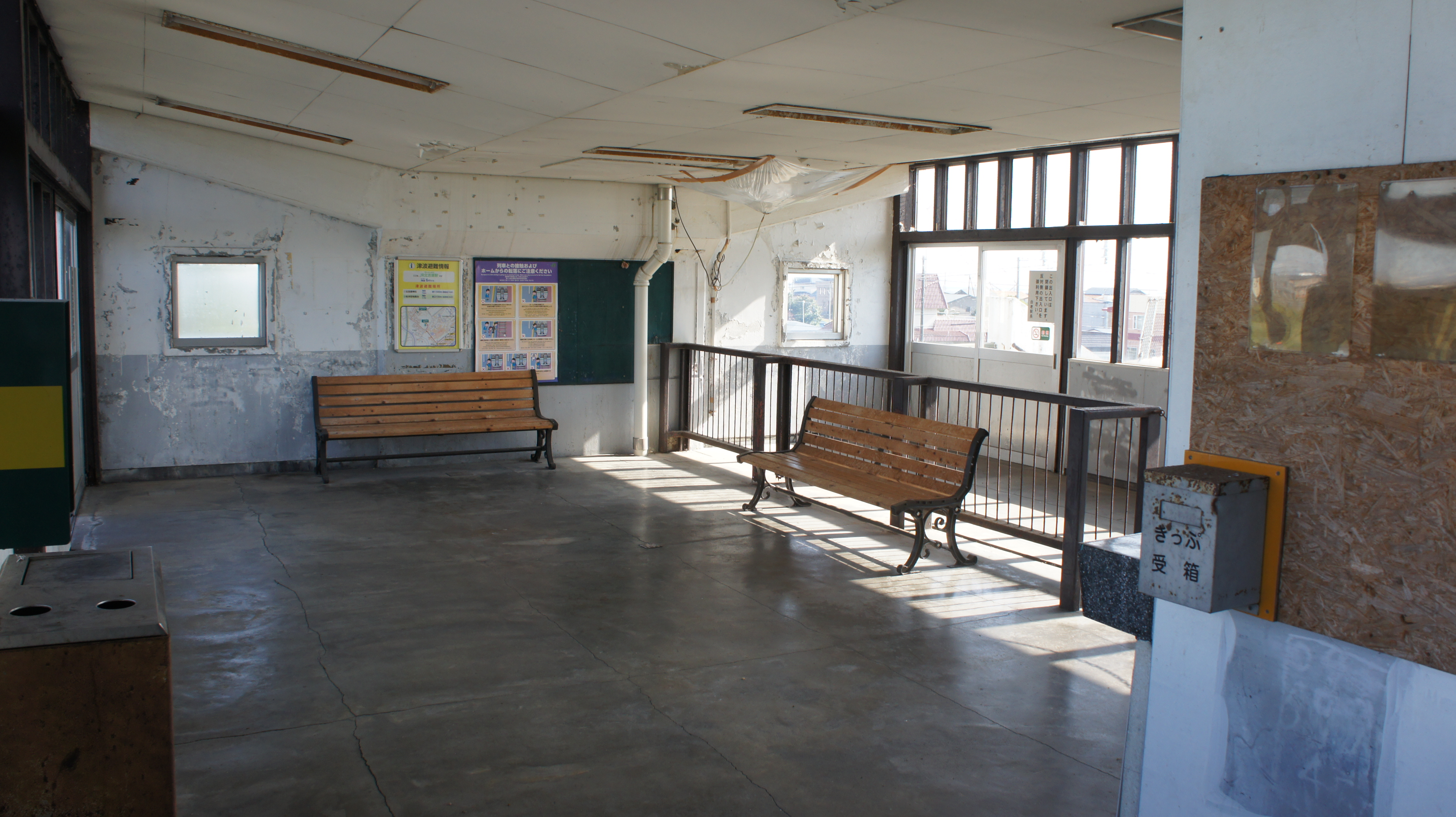
橋上駅舎時代の待合室（2017年9月）
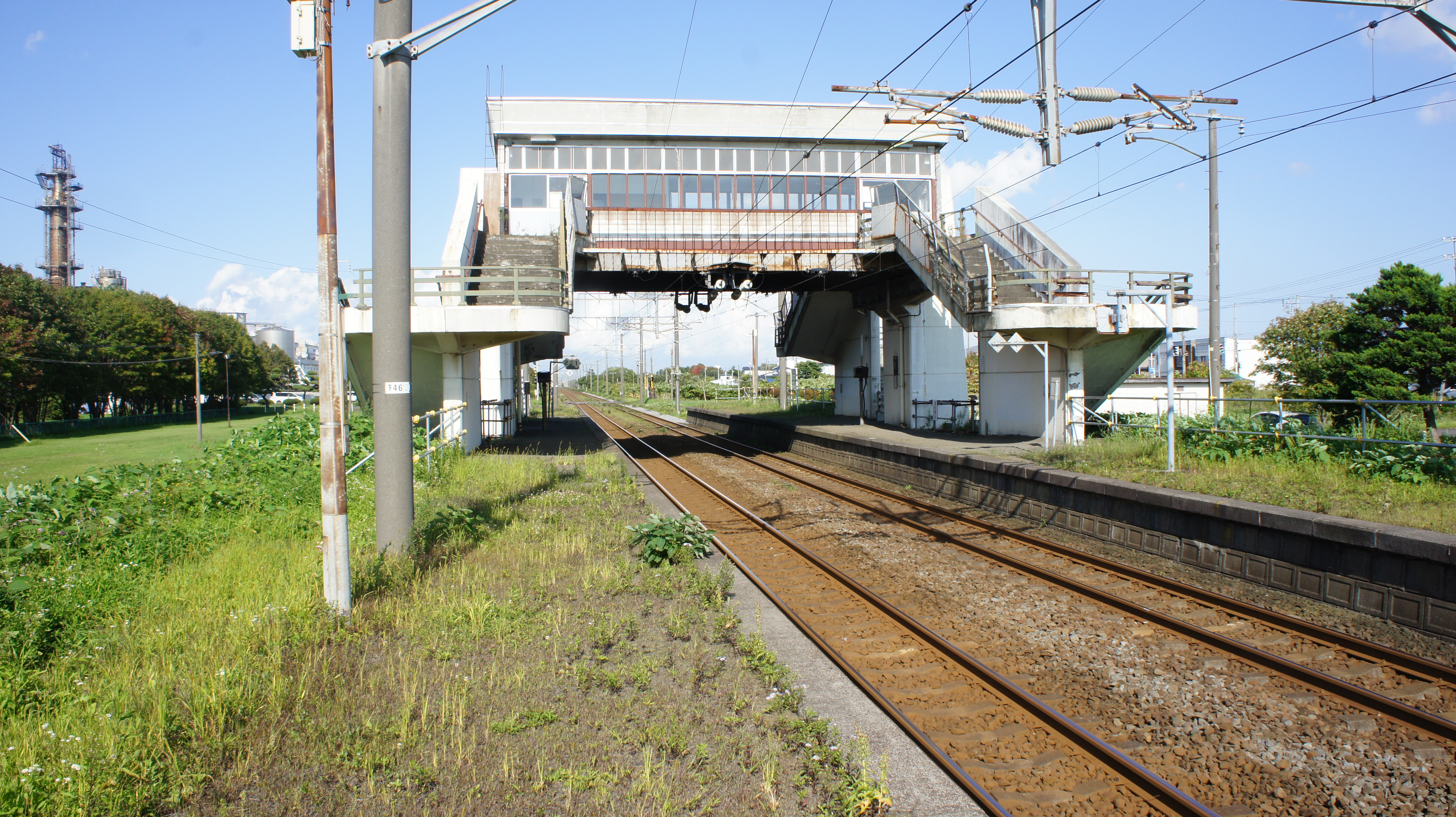
橋上駅舎解体前のホーム（2017年9月）
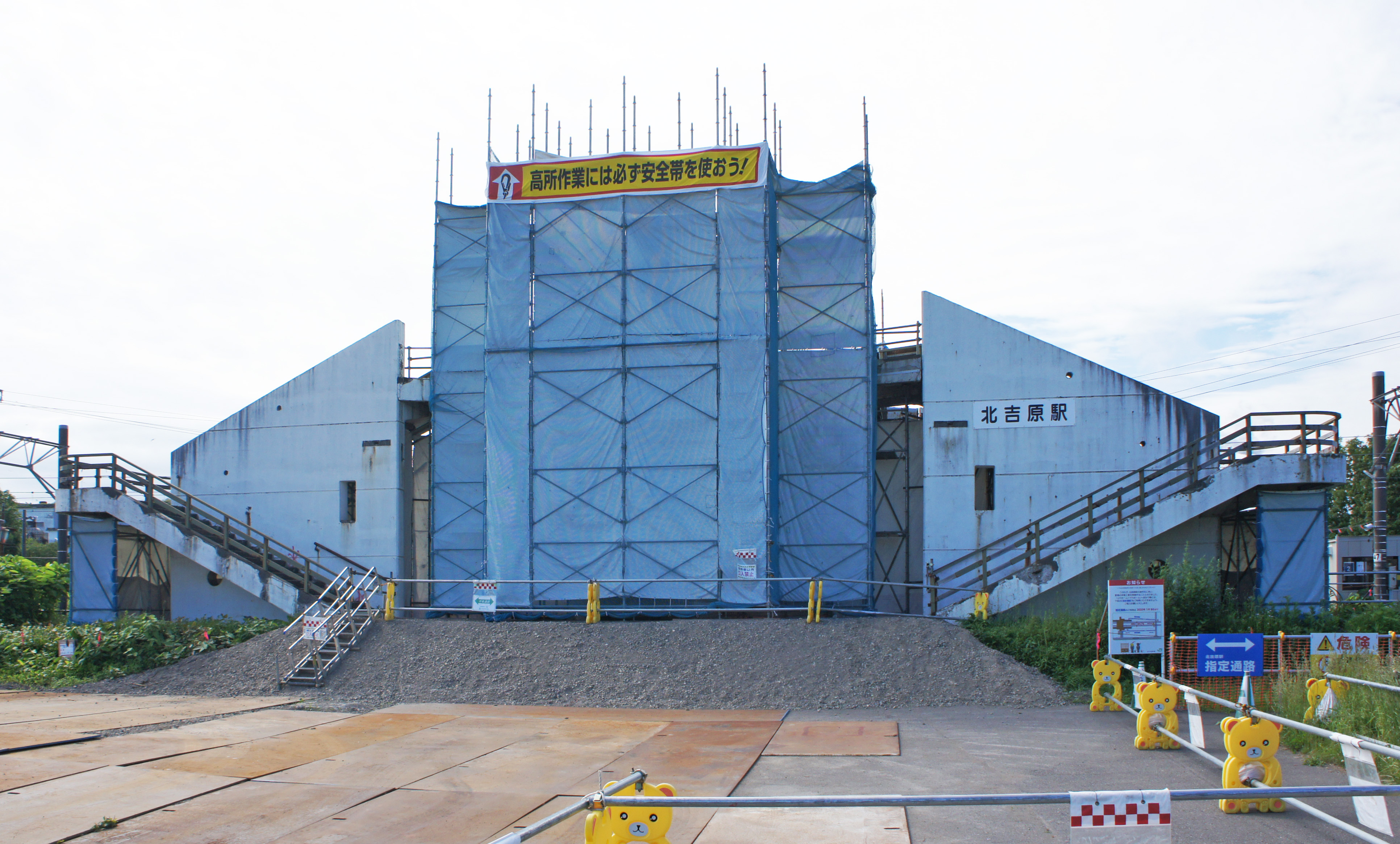
解体工事中の橋上駅舎（2020年6月）
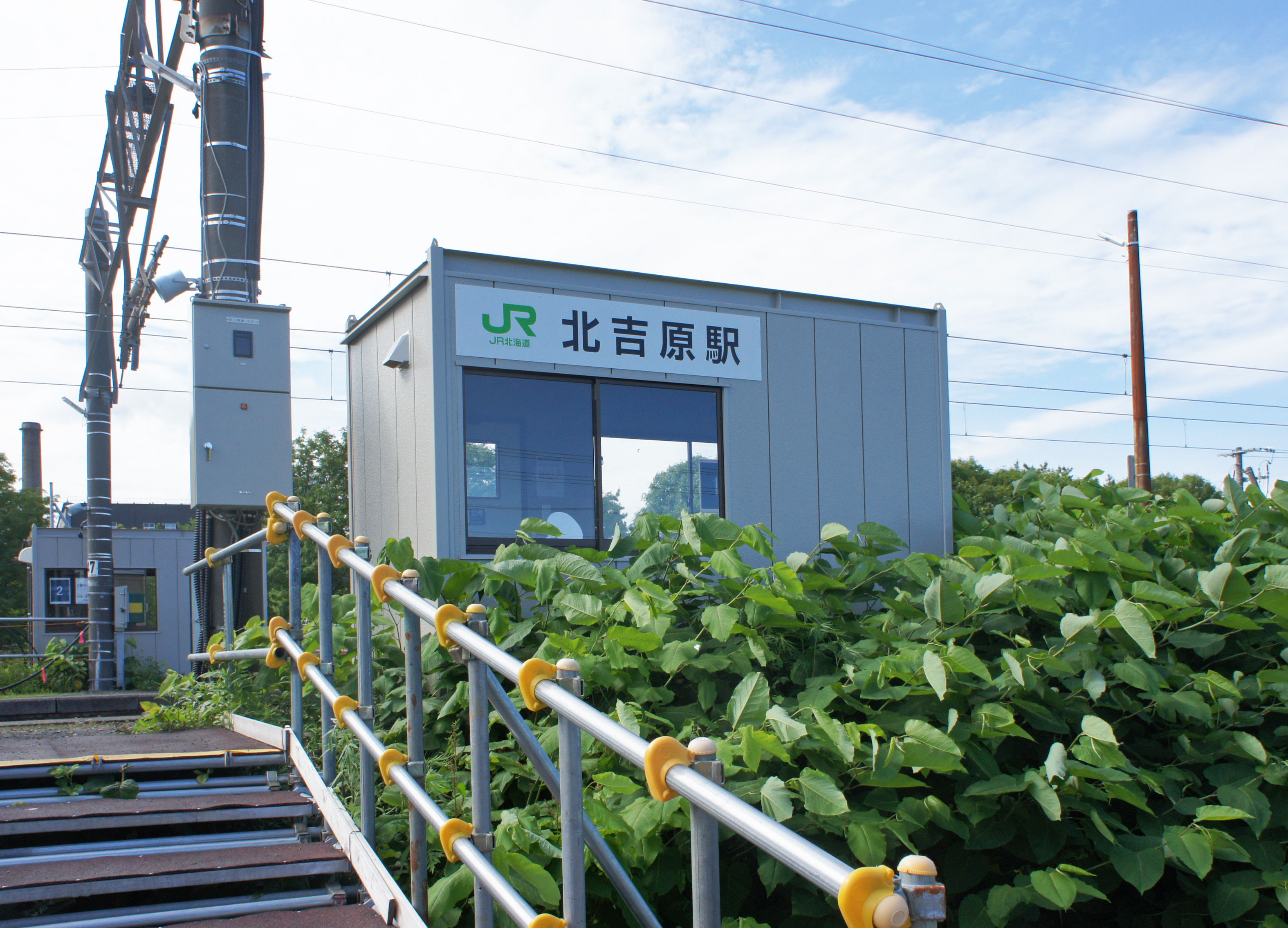
設置されていた仮駅舎（2020年6月）
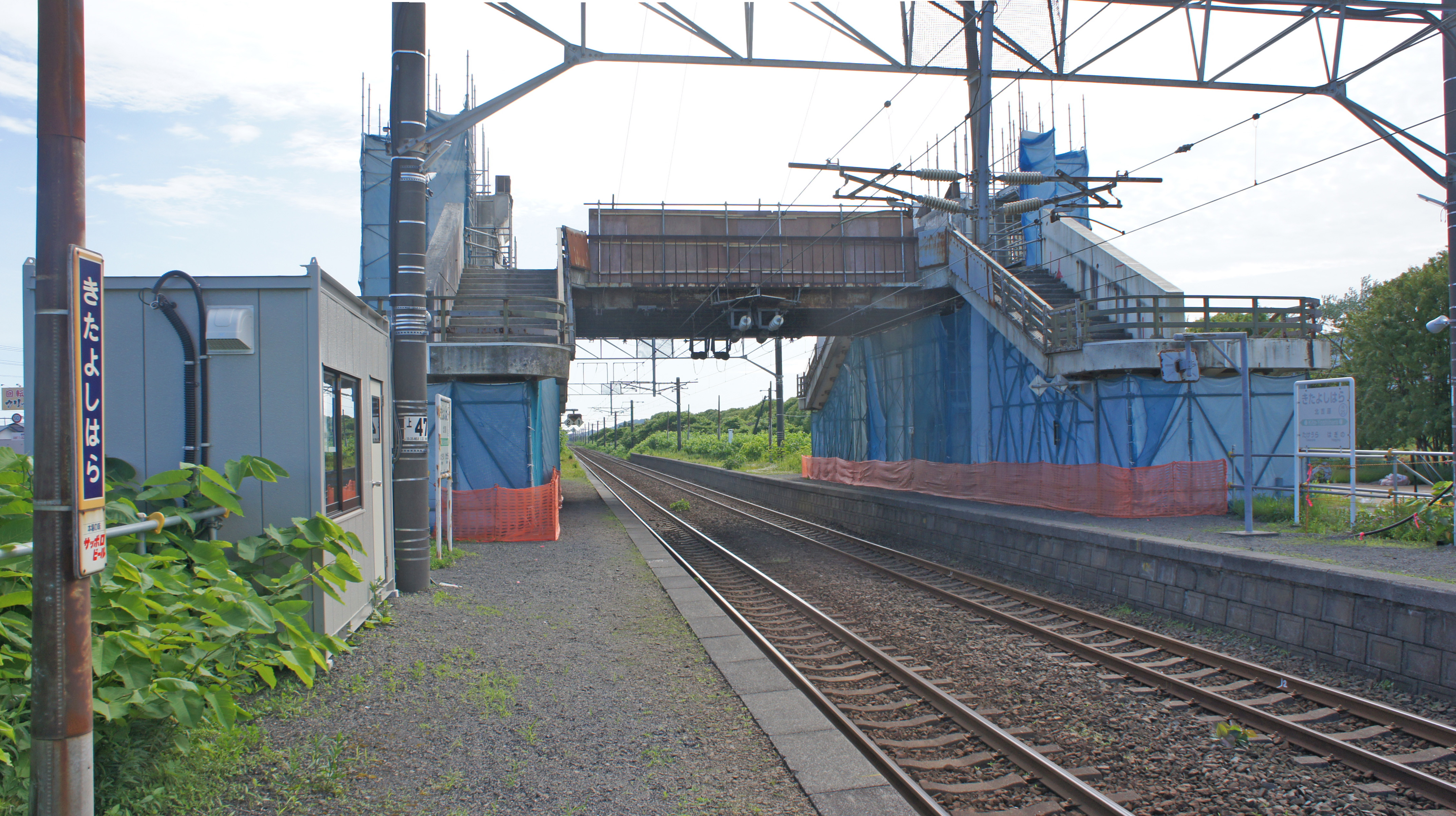
ホーム 橋上駅舎が解体工事中のため、仮駅舎が設置されていた。（2020年6月）
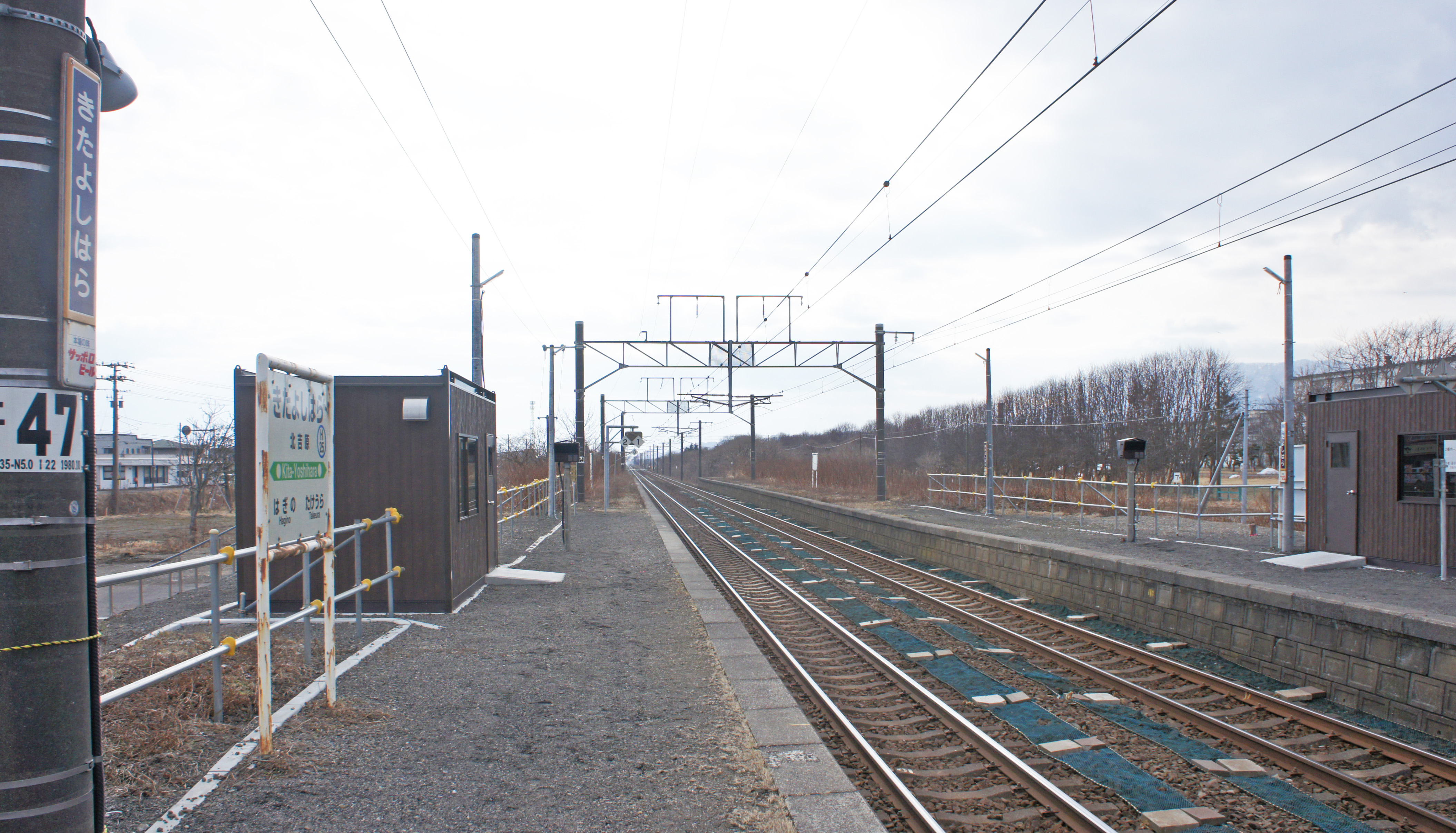
新駅舎設置および橋上駅舎撤去後のホーム（2021年3月）
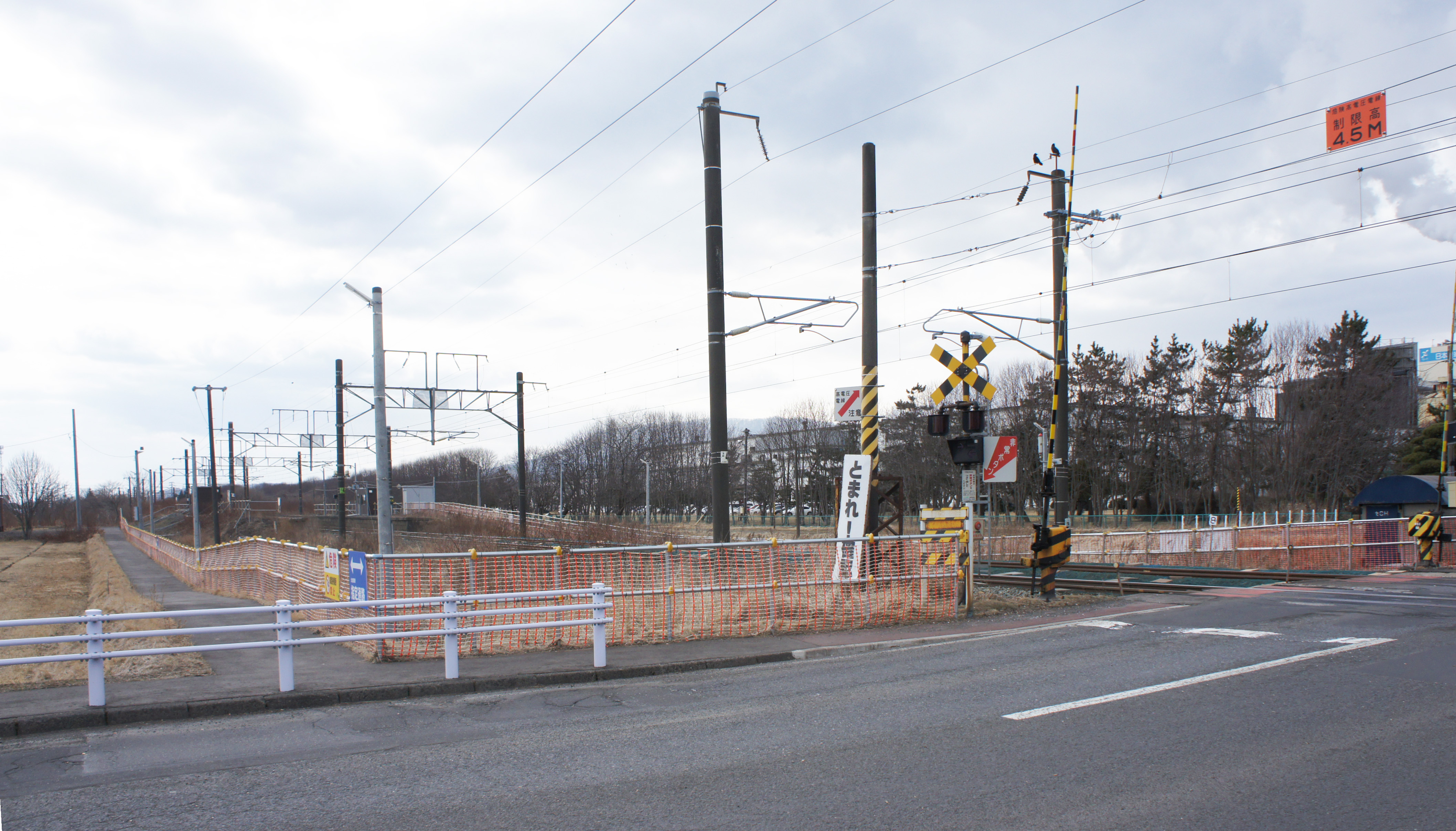
駅近くにある指定通路と踏切（2021年3月）

## 利用状況
1日の平均乗降人員は以下の通りである。
| 乗降人員推移 | 乗降人員推移 |
| 年度         | 1日平均人数  |
| ------------ | ------------ |
| 2011         | 72           |
| 2012         | 66           |
| 2013         | 50           |
| 2014         | 42           |

## 駅周辺

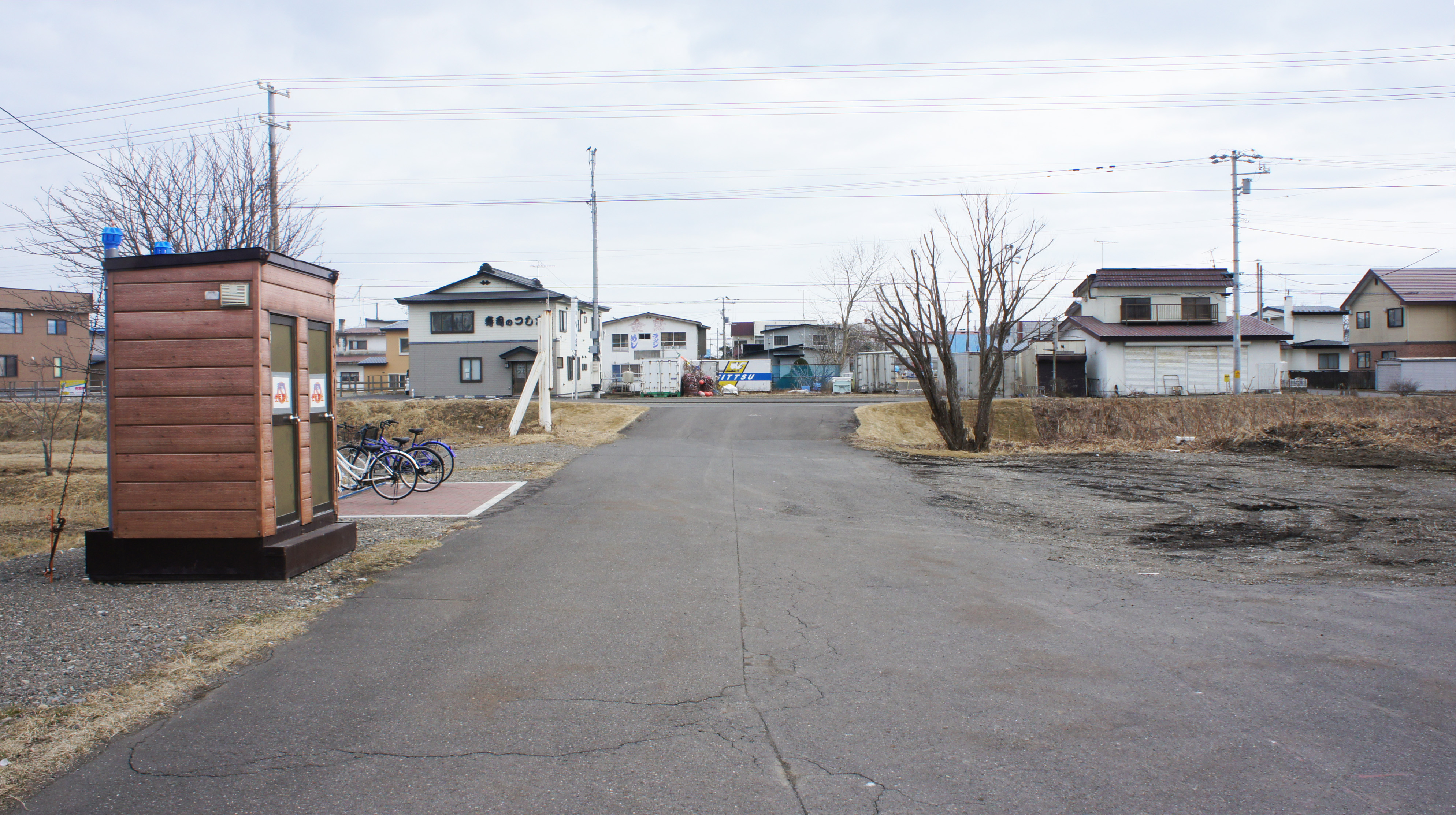
南口駅前

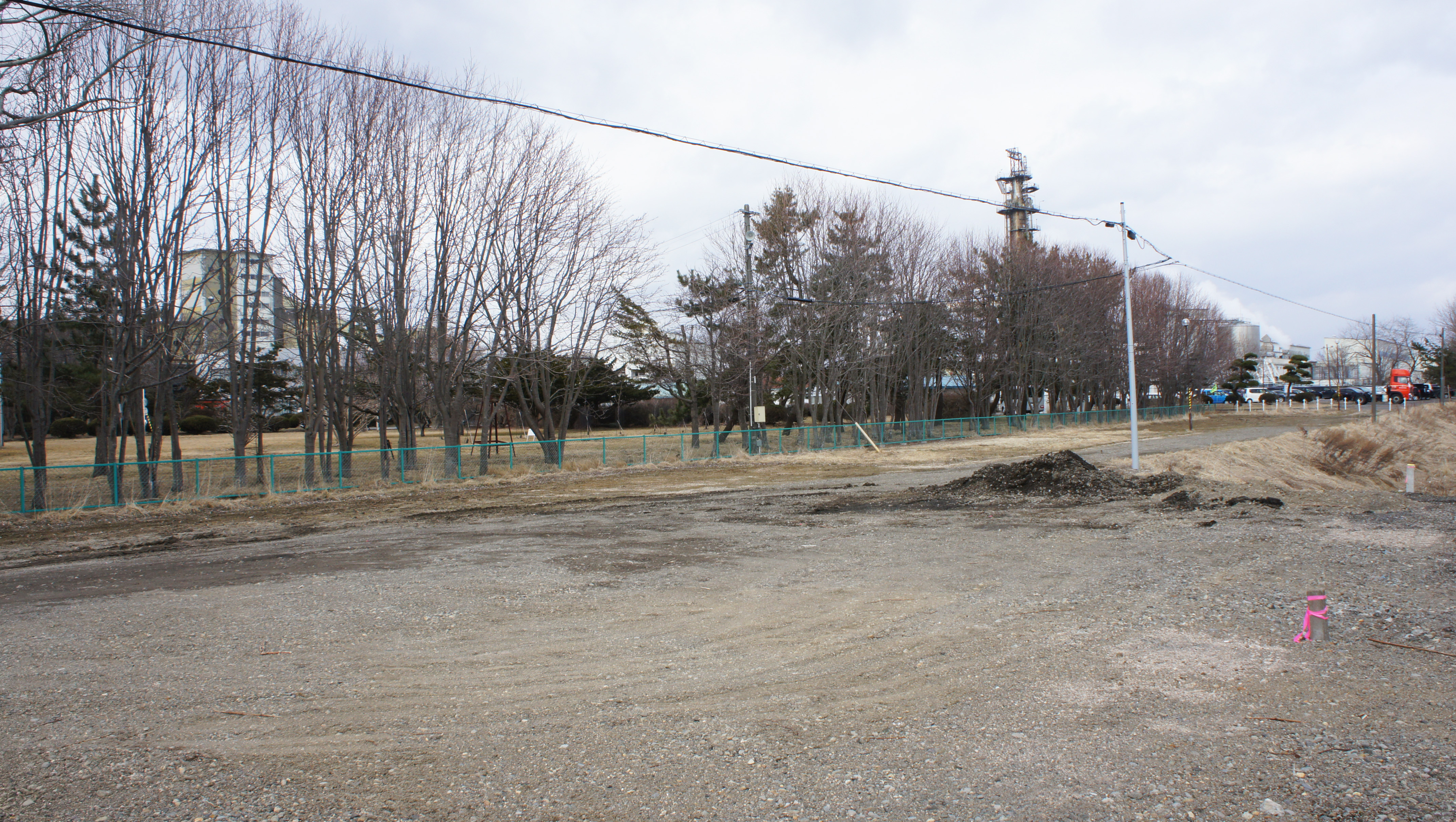
北口駅前

- 国道36号
- 日本製紙北海道工場白老事業所
- 道南バス「日本製紙前」停留所

## 隣の駅
北海道旅客鉄道（JR北海道）
■室蘭本線
竹浦駅 (H26) - 北吉原駅 (H25) - 萩野駅 (H24)